# 蘇兆熊
蘇兆熊（？—？），清朝軍事將領。
道光九年三月初四（1829年4月7日），由广东潮州镇总兵官升任廣西提督。道光十三年六月二十九（1833年8月14日），病免。